# Ошу
Ошу (на японски: 奥州市) е град в североизточна Япония, част от префектура Ивате. Населението му е около 112 000 души (2021).
Разположен е на 58 метра надморска височина в долината на река Китаками, на 47 километра западно от брега на Тихия океан и на 62 километра южно от Мориока. Градът е създаден през 2006 година с обединяването на Мидзусава с няколко по-малки селища.

## Известни личности
Родени в Ошу
- Шохей Отани (р. 1994), бейзболист